# Francisco Javier Galdeano
Galdeano  Portillo est un nom espagnol. Le premier nom de famille, en général paternel, est Galdeano ; le second, en général maternel, souvent omis, est Portillo.
Francisco Javier Galdeano Portillo, né le 7 décembre 1949 à Igúzquiza,, est un coureur cycliste espagnol. Il évolue au niveau professionnel durant les années 1970.

## Biographie
Ancien membre de l'équipe Kas, Francisco Javier Galdeano a remporté une étape du Tour d'Aragon en 1971. Il a également participé au Tour de France. Ses frères Jesús, Clemente et Ignacio ont eux aussi été coureurs cyclistes. 

## Palmarès
- 1970
  - 3e étape de la Cinturón a Cataluña
  - 2e du Tour des Asturies
  - 2e de la Prueba Legazpia
  - 2e de la Prueba Alsasua
- 1971
  - 5e étape du Tour d'Aragon

## Résultats sur les grands tours

### Tour de France
3 participations
- 1971 : 73e

### Tour d'Italie
1 participation
- 1972 : abandon